# 欧城快车
欧城快车（德語：EuroCity-Express）简称，是德国铁路的一个列车类别，当前主要运用于两条路线的列车服务。它们使用瑞士联邦铁路和意大利列车的车底，在当地归入欧城列车（EC）类别，但在德国本土的服务中因其资费与城际快车（ICE）相同，故而以ECE类别营运。

## 历史

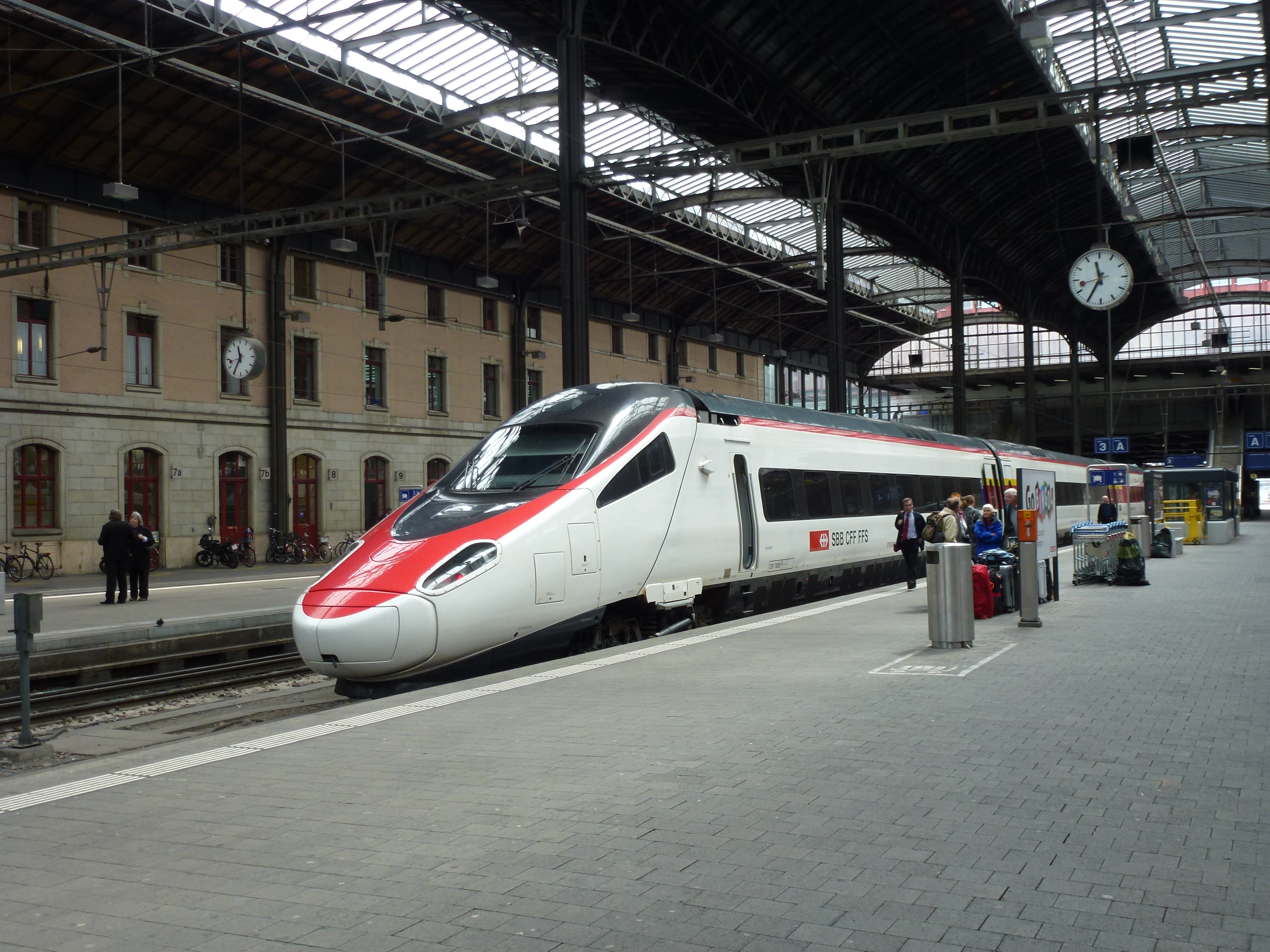
瑞士联邦铁路的在巴塞尔瑞士车站

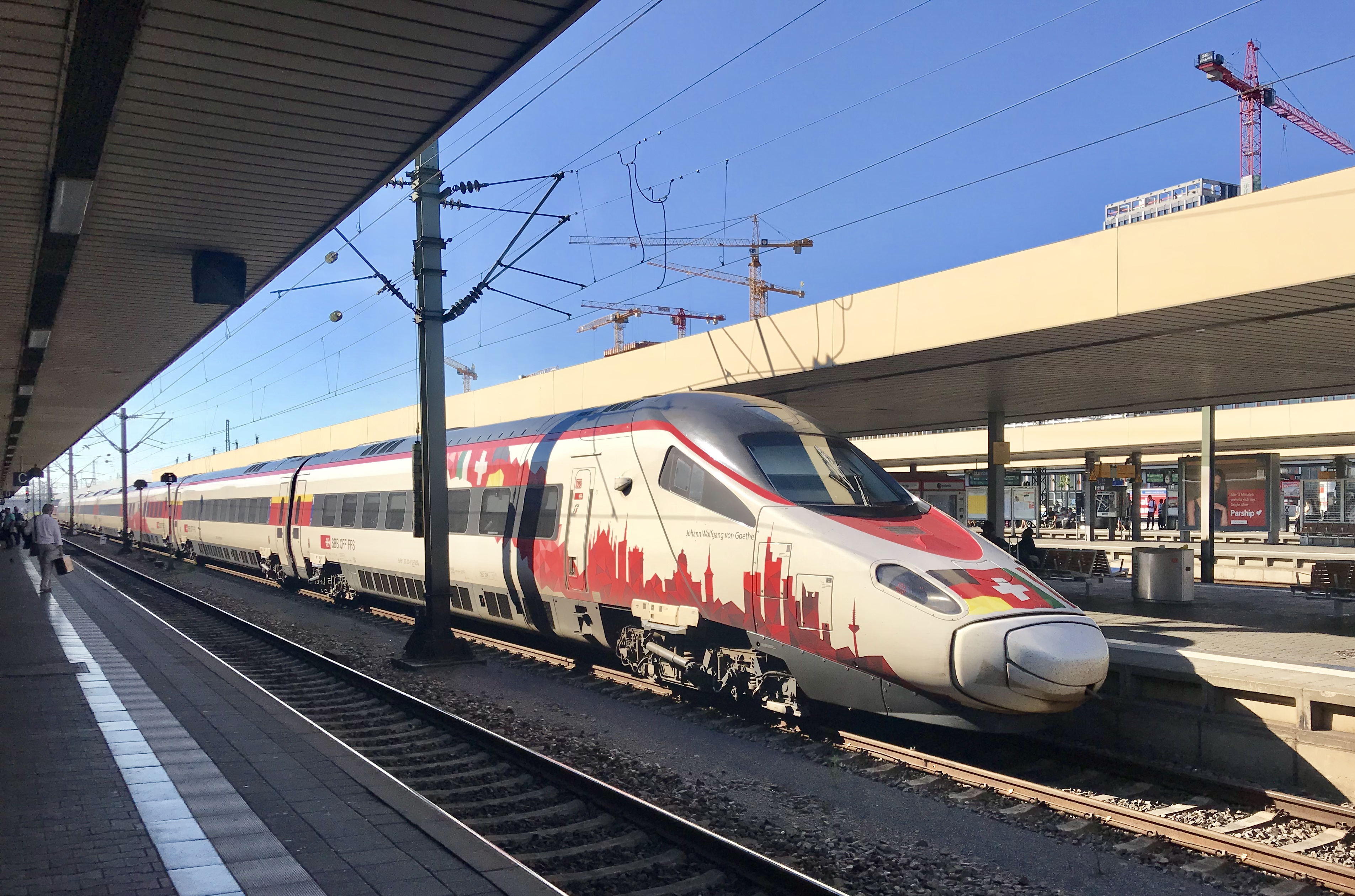
由约翰·沃尔夫冈·冯·歌德号（RABe 503 022号）车组担当的ECE 451次在曼海姆总站

欧城快车的类别是随着2017年12月10日的运行图调整而设立，据德国铁路表示，法兰克福－米兰间的路线由瑞士联邦铁路的610型电力动车组担当营运，其行驶速度和舒适性均与城际快车（ICE）相当。由于该列车在瑞士和意大利仅被归类为第二等级的欧城列车（EC），因此ECE类别是专为其在德国境内的区间而设立的。
自2020年12月13日起实施的运行图调整后，610型电力动车组也开始在慕尼黑至苏黎世间部分新建的电气化铁路上运营。从中期来看，时任德国交通部长的安德烈亚斯·朔伊尔的目标是将这些连接整合到他的“全欧快车2.0”概念中。

## 路线

### 法兰克福－巴塞尔（－米兰）
第一条ECE路线于2017年设立，从法兰克福火车总站经曼海姆、卡尔斯鲁厄、弗赖堡到巴塞尔。从那里，列车将以EC类别继续前往米兰加里波第门车站（终到）或米兰中央车站（始发）。在南行（2019年6月之前为ECE/EC 151次，之后为ECE/EC 451次）的旅程中，列车是经行卢塞恩和圣哥达基线隧道；北行（ECE/EC 52次）则会途经勒奇山基线隧道和伯尔尼。就运行图角度而言，这是米兰加里波第门车站/米兰中央车站－巴塞尔瑞士车站的EC路线的北延线。自2021年6月起，该列车还会经停位于鲁斯特欧洲公园附近的灵斯海姆站。担当车底为意大利列车的610型电力动车组（2020年12月调图之前使用的是瑞士联邦铁路的同型号电力动车组）。

### 慕尼黑－林道（－苏黎世）
2020年12月调图后，慕尼黑－苏黎世的ECE路线开始营运。在这条路线中，德铁通过与瑞士联邦铁路和奥地利联邦铁路合作，每天开行六对列车，其中从慕尼黑至林道作为ECE运行，然后以EC类别前往布雷根茨和苏黎世。盖尔滕多夫－林道区间的电气化改造是实现该路线设立的重要原因。此前，慕尼黑－苏黎世间每天开行有四对列车。以往的EC列车在林道会经停林道岛车站，但ECE列车仅停靠林道-罗伊廷车站。

## 车辆
欧城快车使用瑞士联邦铁路和意大利列车的阿尔斯通ETR 610担当营运。其中配属瑞士联邦铁路的RABe 503 022号车组在开行第一条ECE路线时便配备了可在三国通行的多电压设计，并于2017年11月17日在巴塞尔瑞士车站被命名为“约翰·沃尔夫冈·冯·歌德号”。慕尼黑－苏黎世的路线也使用610型车组。

## 资费
在德国，欧城快车需要按城际快车标准计费。另一方面，列车在意大利是作为传统的欧城列车类别进行售票，在瑞士和奥地利则通常不会基于列车类别进行计费区分。在前往意大利的跨境行程中，票价中包含座位预订费，则适用全球价格。单车只能在跨境行程中携带。